# Епархия Кенге
Епархия Кенге (лат. Dioecesis Kengensis) — епархия Римско-Католической Церкви с центром в городе Кенге, Демократическая Республика Конго. Епархия Кенге входит в митрополию Киншасы.

## История
5 июля 1957 года Святой Престол учредил апостольскую префектуру Кенге, выделив её из апостольского викариата Киквита и Кисанту.
6 июля 1963 года апостольская префектура Кенге была преобразована в епархию Римского Папы Павел VI.

## Ординарии епархии
- епископ Jean Van der Heyden (1957 — 1963);
- епископ François Hoenen (1963 — 1974);
- епископ Dieudonné M’Sanda Tsinda-Hata (1974 — 1999);
- епископ Gaspard Mudiso Mundla (1999 — по настоящее время).